# ماري سيمون
ماري سيمون هي دبلوماسية كندية، ولدت في 1947.